# Campestigma
Campestigma es un género monotípico de plantas fanerógamas de la familia Apocynaceae. Su única especie es Campestigma purpurea Pierre. Es originaria de Asia de la región de Indochina, principalmente en Laos y Vietnam.

## Descripción
Es una enredadera con  ramas torcidas y opuestas. Las hojas largamente pecioladas, con las láminas ampliamente ovadas, basalmente redondeadas a cordadas, ápice acuminado y glabras.
Las inflorescencias son extra-axilares e impares con 5-10 flores. 

## Taxonomía
Campestigma purpurea fue descrita por Jean Baptiste Louis Pierre y publicado en Flore Générale de l'Indo-Chine 4: 118. 1912.